# Norbert Schäfer
Norbert Schäfer (* 1956 in Eschwege) ist ein deutscher Klavierpädagoge, Pianist und Komponist.

## Leben
Norbert Schäfer studierte Musik in Kassel mit Hauptfach Klavier bei Rudolf Kratzert. Pädagogische
und pianistische Weiterbildungen bei Peter Heilbut(Hamburg) und Rolf-Dieter Arens(Weimar) schlossen
sich an. Seit 1994 veröffentlicht er Kompositionen für Klavier. Mit einigem Ideenreichtum erschließt er die Kompositionstechniken und musikalischen Entwicklungen des 20. Jahrhunderts im unteren bis mittleren Schwierigkeitsgrad für Klavier. Bei den Form- und Strukturbildungen der Klavierstücke lässt er sich von der Malerei der Klassischen Moderne anregen.

## Werke
- Tanzrhythmen. Birnbach, Lochham 1994.
- Zauberbuch. Von den Klangfarben des Klaviers nach Bildtiteln von Paul Klee. Ricordi, München 1996, ISMN M-2042-2599-6
- Der Klang des 20. Jahrhunderts. 25 Miniaturen für Klavier solo. Waldkauz (WK), Remscheid 2000 (Band 1), 2001 (Band 2)
- Weitere Veröffentlichungen:
  - Cloud and Sea. Miniaturen für Klavier solo. WK, 2003
  - Nacht und Schimmel. Annäherungen an die Hörschwelle. WK, 2003
  - Wintermondnacht. Miniaturen für Klavier solo nach Bildtiteln der Moderne. WK, 2005
  - Ein Garten für Orpheus. Klavier solo. WK, 2005
  - CD-Einspielung der bisher bei WK erschienenen Klavierstücke. Remscheid 2006
  - Das Lit(t)erarische Klavier. Ein Glasperlenspiel. Klavier solo. WK, 2008
  - Zwölf kleine Suiten für Klavier solo. Schäfer Selbstverlag, Bad Sooden-Allendorf 2010